# Krasnaja Poljana (Krasnodar)
Krasnaja Poljana  (ruski Красная Поляна) je planinsko selo u regiji Krasnodar. Ima oko 3970 stanovnika. Krasnaja Poljana poznato je skijaško odredište. Od 2012. u Krasnajoj Poljani na stazi Rosa Khutor održavaju se utrke Svjetskog skijaškog kupa za muškarce i žene.

## Zemljopis
Mjesto je udaljeno 60 km od Sočija i 40 kilometara od Zračne luke grada Sočija .

## Povijest
Nekada se mjesto zvalo Romanovsk, koje dobilo po ruskoj carskoj obitelji Romanov 1899. godine.

## Vanjske poveznice
- stranica  Arhivirana inačica izvorne stranice od 6. veljače 2013. (Wayback Machine)